# Neoascia globosa
Neoascia globosa là một loài ruồi trong họ Ruồi giả ong (Syrphidae). Loài này được Walker mô tả khoa học đầu tiên năm 1849. Neoascia globosa phân bố ở miền Tân bắc